# 美國天文學會通告
美國天文學會通告（Bulletin of the American Astronomical Society，縮寫為 BAAS、Bull. Am. Astron. Soc.）是美國天文學會自1969年起發行的科學期刊。

## 內容
美國天文學會通告的內容是美國天文學會會議相關內容、學會會員訃聞和學術文章。該期刊以季刊形式出刊，一年一卷，共四期。
美國天文學會通告可在天體物理數據系統上找到，代碼 BAAS。

## 外部連結
- 官方网站